# Jarich Freark Hoekstra
Jarich Freark Hoekstra (* 17. Februar 1956 in Hitsum; † 20. September 2024) war ein niederländischer Frisist.

## Leben
Von 1962 bis 1968 besuchte er die Grundschule in Abbegea und danach das Gymnasium in Almelo. Nach dem Abitur 1974 studierte er an der Rijksuniversiteit Groningen Norwegisch (kandidaatsexamen) und Friesisch (doctoraalexamen) (Nebenfächer: Alt- und Neuisländisch) bei Amy van Marken (Norwegisch), Wybren Buma, Nils Århammar (Friesisch) und Gryte Piebenga (Isländisch). Von 1981 bis 1999 war er bei der Fryske Akademy tätig, von 1981 bis 1987 als Lexikograph beim Wurdboek fan de Fryske Taal/Woordenboek der Friese Taal und ab 1987 als Grammatikforscher. Von 1990 bis 1996 leitete er die Abteilung Taalkundich Undersyk (Sprachforschung) der Fryske Akademy. Von 1994 bis 1999 lehrte er Friesisch an der Universiteit van Amsterdam. Nach der Promotion 1997 mit einer Doktorarbeit über The Syntax of Infinitives in Frisian bei Germen J. de Haan war er von 1999 bis zu seiner Pensionierung 2022 Professor für Frisistik und Leiter der Nordfriesischen Wörterbuchstelle der Universität zu Kiel.
Seine Forschungsinteressen waren Grammatiktheorie, generative Grammatik, Morphologie und Syntax des Friesischen im (west)germanischen Vergleich, Dialektologie des Friesischen, Sprachwandel und Sprachkontakt, Sprachausbau und Standardisierung, Sprachrekonstruktion und Etymologie und Sprachdokumentation.

## Publikationen (Auswahl)

### Wissenschaft
- The syntax of infinitives in Frisian. Ljouwert 1997, ISBN 90-6171-841-4.
- Handbuch des Friesischen / Handbook of Frisian Studies. (Herausgeber, in Zusammenarbeit mit Nils Århammar, Volkert F. Faltings, Horst H. Munske, Oebele Vries, Alastair Walker und Ommo Wilts). Tübingen 2001.

### Unterhaltungsliteratur
- mit Harke Bremer: De frouwepenje. Gorredijk 2009, ISBN 978-90-5615-226-0.
- mit Harke Bremer: Leffert. In heldedicht yn tolve sangen. Gorredijk 2013, ISBN 978-90-5615-305-2.
- mit Harke Bremer: De trettjinde asega. Gorredijk 2018, ISBN 978-90-5615-441-7.